# Wollongong City
Koordinaten: 34° 25′ S, 150° 53′ O

Die City of Wollongong ist ein lokales Verwaltungsgebiet (LGA) im australischen Bundesstaat New South Wales. Das Gebiet ist 683,986 km² groß und hat etwa 215.000 Einwohner.
Wollongong liegt an der Pazifikküste des Staates in der Region Illawarra etwa 80 km südlich der Metropole Sydney. Das Gebiet umfasst 68 Ortsteile und Ortschaften: Austinmer, Avondale, Balgownie, Bellambi, Berkeley, Brownsville, Bulli, Cleveland, Clifton, Coalcliff, Coledale, Coniston, Cordeaux, Cordeaux Heights, Corrimal, Cringila, Dapto, Dombarton, East Corrimal, Fairy Meadow, Farmborough Heights, Fernhill, Figtree, Gwynneville, Haywards Bay, Helensburgh, Horsley, Huntley, Kanahooka, Keiraville, Kembla Grange, Kembla Heights, Mount Kembla, Port Kembla, Koonawarra, Lake Heights, Lilyvale, Maddens Plains, Mangerton, Marshall Mount, Mount Keira, Mount Ousley, Mount Pleasant, Mount Saint Thomas, Otford, Primbee, Russell Vale, Scarborough, Spring Hill, Stanwell Park, Stanwell Tops, Tarrawanna, Thirroul, Towradgi, Unanderra, Warrawong, Windang, Wollongong, North Wollongong, West Wollongong, Wombarra, Wongawilli, Woonona und Yallah sowie Teile von Avon, Cataract, Darkes Forest und Woronora Dam. Der Sitz des City Councils befindet sich im Stadtteil Wollongong.

## Verwaltung
Der Wollongong City Council hat 13 Mitglieder, die von den Bewohnern der LGA gewählt werden. Je vier Mitglieder kommen aus den Wards 1 bis 3, der Vorsitzende und Mayor (Bürgermeister) wird zusätzlich von allen Bewohnern der LGA gewählt. Die drei Wahlbezirke sind unabhängig von den Ortschaften festgelegt.
Bis zur Wahl 2004 war die City noch in sechs Wards aufgeteilt gewesen, von denen jeder zwei Councillor stellte. 2008 wurde der Council wegen einer Korruptionsaffäre vorzeitig aufgelöst und die LGA von der Regierung von New South Wales unter administrative Verwaltung gestellt. 2011 wurde ein neuer Council mit gleicher Mitgliederzahl bei Reduzierung der Zahl der Wahlbezirke gewählt.